# Giuseppe Porzio
Giuseppe Porzio (Nápoles, 26 de fevereiro de 1967) é um ex-jogador e treinador de polo aquático italiano, campeão olímpico.

## Carreira
Giuseppe Porzio fez parte da geração de ouro italiana no polo aquático, campeão olímpico de Barcelona 1992.